# (9591) 1991 FH2
A (9591) 1991 FH2 a Naprendszer kisbolygóövében található aszteroida. Henri Debehogne fedezte fel 1991. március 20-án.